# Copa albanesa de futbol
La Copa albanesa de futbol (en albanès: Kupa e Shqipërisë) és al màxima competició futbolística per eliminatòries d'Albània. La competició començà el 1939 amb el nom Kupa e Mbretit (en català, Copa del Rei). Després de 8 anys sense disputar-se, coincidint amb la Segona Guerra Mundial. Retornà el 1948 com a Kupa e Republikes (en català, Copa de la República). El 1991 adoptà el nom "Kupa e Shqipërisë" (Copa d'Albània).

## Historial
Font:
| Any     | Seu            | Campió                   | Resultat          | Finalista            |
| ------- | -------------- | ------------------------ | ----------------- | -------------------- |
| 1939-39 | -              | SK Tirana (1)            | lligueta          | KS Vllaznia Shkodër  |
| 1940-47 | no es disputà  | no es disputà            | no es disputà     | no es disputà        |
| 1948    | Tirana         | KF Partizani Tirana (1)  | 5-2               | KS 17 Nëntori Tirana |
| 1949    | Tirana         | KF Partizani Tirana (2)  | 1-0               | SK Tirana            |
| 1950    | Tirana         | KS Dinamo Tirana (1)     | 2-1               | KF Partizani Tirana  |
| 1951    | Tirana         | KS Dinamo Tirana (2)     | 3-2               | KF Partizani Tirana  |
| 1952    | Tirana         | KS Dinamo Tirana (3)     | 4-1               | Puna Tirana          |
| 1953    | Tirana         | KS Dinamo Tirana (4)     | 2-0               | KF Partizani Tirana  |
| 1954    | Tirana         | KS Dinamo Tirana (5)     | 2-1               | KF Partizani Tirana  |
| 1955-56 | no es disputà  | no es disputà            | no es disputà     | no es disputà        |
| 1957    | Tirana         | KF Partizani Tirana (3)  | 2-0               | KS Teuta Durrës      |
| 1958    | Tirana         | KF Partizani Tirana (4)  | 4-0               | Skënderbeu Korçë     |
| 1959    | no es disputà  | no es disputà            | no es disputà     | no es disputà        |
| 1960    | Vlorë/Tirana   | KS Dinamo Tirana (6)     | 1-0, 1-0          | KS Flamurtari Vlorë  |
| 1961    | Kavajë/Tirana  | KF Partizani Tirana (5)  | 1-0, 1-1          | KS Besa Kavajë       |
| 1962    | no es disputà  | no es disputà            | no es disputà     | no es disputà        |
| 1962-63 | Tirana/Kavajë  | KS 17 Nëntori Tirana (2) | 2-3, 1-0 (p. 5-2) | KS Besa Kavajë       |
| 1963-64 | Tirana         | KF Partizani Tirana (6)  | 3-0               | KS Tomori Berat      |
| 1964-65 | Tirana         | KS Vllaznia Shkodër (1)  | 1-0               | Skënderbeu Korçë     |
| 1965-66 | Shkodër/Tirana | KF Partizani Tirana (7)  | 2-1, 4-3          | KS Vllaznia Shkodër  |
| 1966-67 | no es disputà  | no es disputà            | no es disputà     | no es disputà        |
| 1967-68 | Tirana         | KF Partizani Tirana (8)  | 4-1               | KS Vllaznia Shkodër  |
| 1968-69 | no es disputà  | no es disputà            | no es disputà     | no es disputà        |
| 1969-70 | Tirana/Shkodër | KF Partizani Tirana (9)  | 4-0, 0-1          | KS Vllaznia Shkodër  |
| 1970-71 | Tirana         | KS Dinamo Tirana (7)     | 2-0               | KS Besa Kavajë       |
| 1971-72 | Kavajë/Shkodër | KS Vllaznia Shkodër (2)  | 0-2, 2-0 (p. 5-3) | KS Besa Kavajë       |
| 1972-73 | Tirana         | KF Partizani Tirana (10) | 1-0               | KS Dinamo Tirana     |
| 1973-74 | Tirana         | KS Dinamo Tirana (8)     | 1-0               | KF Partizani Tirana  |
| 1974-75 | Durrës/Elbasan | KS Elbasani (1)          | 1-0, 1-0          | KS Lokomotiva Durrës |
| 1975-76 | Tirana/Korçë   | KS 17 Nëntori Tirana (3) | 3-1, 1-0          | Skënderbeu Korçë     |
| 1976-77 | Tirana/Tirana  | KS 17 Nëntori Tirana (4) | 1-2, 2-1 (p. 8-7) | KS Dinamo Tirana     |
| 1977-78 | Tirana/Lushnja | KS Dinamo Tirana (9)     | 1-0, 0-0          | KS Lushnja           |
| 1978-79 | Tirana/Shkodër | KS Vllaznia Shkodër (3)  | 1-1, 2-1 (prò.)   | KS Dinamo Tirana     |
| 1979-80 | Elbasan/Tirana | KF Partizani Tirana (11) | 1-1, 1-0          | KS Elbasani          |
| 1980-81 | Kavajë/Elbasan | KS Vllaznia Shkodër (4)  | 1-2, 5-1          | KS Besa Kavajë       |
| 1981-82 | Tirana/Tirana  | KS Dinamo Tirana (10)    | 2-3, 1-0          | KS 17 Nëntori Tirana |
| 1982-83 | Tirana         | KS 17 Nëntori Tirana (5) | 1-0               | KS Flamurtari Vlorë  |
| 1983-84 | Shkodër        | KS 17 Nëntori Tirana (6) | 2-1               | KS Flamurtari Vlorë  |
| 1984-85 | Elbasan        | KS Flamurtari Vlorë (1)  | 2-1               | KF Partizani Tirana  |
| 1985-86 | Tirana         | KS 17 Nëntori Tirana (7) | 3-1               | KS Vllaznia Shkodër  |
| 1986-87 | Shkodër/Vlorë  | KS Vllaznia Shkodër (5)  | 3-0, 1-3          | KS Flamurtari Vlorë  |
| 1987-88 | Shkodër        | KS Flamurtari Vlorë (2)  | 1-0               | KF Partizani Tirana  |
| 1988-89 | Tirana/Tirana  | KS Dinamo Tirana (11)    | 0-0 (prò.), 3-1   | KF Partizani Tirana  |
| 1989-90 | Durrës         | KS Dinamo Tirana (12)    | 1-1 (p. 4-2)      | KS Flamurtari Vlorë  |
| 1990-91 | Tirana         | KF Partizani Tirana (12) | 1-1 (p. 4-3)      | KS Flamurtari Vlorë  |
| 1991-92 | Tirana         | KS Elbasani (2)          | 2-1               | KS Besa Kavajë       |
| 1992-93 | Tirana         | KF Partizani Tirana (13) | 1-0               | KS Albpetrol Patos   |
| 1993-94 | Durrës/Tirana  | SK Tirana (8)            | 0-0, 1-0          | KS Teuta Durrës      |
| 1994-95 | Tirana         | KS Teuta Durrës (1)      | 0-0 (p. 4-3)      | SK Tirana            |
| 1995-96 | Tirana         | SK Tirana (9)            | 1-1 (p. 4-3)      | KS Flamurtari Vlorë  |
| 1996-97 | Tirana         | KF Partizani Tirana (14) | 2-2 (p. 4-3)      | KS Flamurtari Vlorë  |
| 1997-98 | Tirana         | KS Apolonia Fier (1)     | 1-0               | KS Lushnja           |
| 1998-99 | Tirana         | SK Tirana (10)           | 0-0 (p. 3-0)      | KS Vllaznia Shkodër  |
| 1999-00 | Tirana         | KS Teuta Durrës (2)      | 0-0 (p. 5-4)      | KS Lushnja           |
| 2000-01 | Tirana         | SK Tirana (11)           | 5-0               | KS Teuta Durrës      |
| 2001-02 | Tirana         | SK Tirana (12)           | 1-0               | KS Dinamo Tirana     |
| 2002-03 | Tirana         | KS Dinamo Tirana (13)    | 1-0               | KS Teuta Durrës      |
| 2003-04 | Tirana         | KF Partizani Tirana (15) | 1-0               | KS Dinamo Tirana     |
| 2004-05 | Tirana         | KS Teuta Durrës (3)      | 0-0 (p. 6-5)      | SK Tirana            |
| 2005-06 | Lushnja        | SK Tirana (13)           | 1-0               | KS Vllaznia Shkodër  |
| 2006-07 | Tirana         | KS Besa Kavajë (1)       | 3-2               | KS Teuta Durrës      |
| 2007-08 | Elbasan        | KS Vllaznia Shkodër (6)  | 2-0               | SK Tirana            |
| 2008-09 | Durrës         | KS Flamurtari Vlorë (3)  | 2-1               | KF Tirana            |
| 2009-10 | Tirana         | KS Besa Kavajë (2)       | 2-1 (prò.)        | KS Vllaznia Shkodër  |
| 2010-11 | Durrës         | KF Tirana (14)           | 1-1 (p. 4-3)      | KS Dinamo Tirana     |
| 2011-12 | Tirana         | KF Tirana (15)           | 1-0 (prò.)        | Skënderbeu Korçë     |
| 2012-13 | Tirana         | KF Laçi (1)              | 1-0 (prò.)        | Bylis Ballsh         |
| 2013–14 | Tirana         | Flamurtari Vlorë (4)     | 1–0               | FK Kukësi            |
| 2014–15 | Tirana         | KF Laçi (2)              | 2–1               | FK Kukësi            |
| 2015–16 | Tirana         | FK Kukësi (1)            | 1–1 (p. 5–4)      | KF Laçi              |
| 2016–17 | Tirana         | KF Tirana (16)           | 3–1 (prò.)        | KF Skënderbeu Korçë  |
| 2017-18 | Elbasan        | KF Skënderbeu Korçë (1)  | 1–0               | KF Laçi              |
| 2018–19 | Elbasan        | FK Kukësi (2)            | 2–1               | KF Tirana            |
| 2019–20 | Tirana         | KF Teuta Durrës (4)      | 2–0               | KF Tirana            |
| 2020–21 | Tirana         | KF Vllaznia Shkodër (7)  | 1–0               | KF Skënderbeu Korçë  |
| 2021–22 | Tirana         | KF Vllaznia Shkodër (8)  | 2–1 (prò.)        | KF Laçi              |
| 2022–23 | Tirana         | KF Egnatia (1)           | 1–0 (prò.)        | KF Tirana            |
| 2023–24 | Tirana         | KF Egnatia (2)           | 1–0               | FK Kukësi            |